# Bazeilles
Pour les articles homonymes, voir Bazeilles-sur-Othain.
Bazeilles est une commune française située dans le département  des Ardennes, en région Grand Est.
Créée en 1793, son territoire évolue dans un premier temps le 1er janvier 2017 avec le regroupement avec Rubécourt-et-Lamécourt et Villers-Cernay, les trois communes devenant « communes déléguées ». Son chef-lieu est fixé à Bazeilles. Le 1er janvier 2024, un nouveau regroupement est opéré avec La Moncelle. La superficie du territoire est ainsi passée de 9,26 km2 à 36,09 km2 en 2017 puis à 37,44 km2 en 2024.

## Géographie

### Localisation
Bazeilles est à 4 km au sud-est de Sedan et s'étend jusqu'à la frontière belge.

### Évolution du territoire
De 1793 à 2016, les communes de Bazeilles, Rubécourt-et-Lamécourt et Villers-Cernay sont autonomes. Le 1er janvier 2017, la commune nouvelle de Bazeilles est créée en lieu et place des communes de Bazeilles (08053), de Rubécourt-et-Lamécourt (08371) et de Villers-Cernay (08475) devenues déléguées. Le 1er janvier 2024, la commune absorbe La Moncelle (08294), sous le régime juridique de la commune nouvelle (application de l'article 21 de la loi du 16 décembre 2010) par arrêté préfectoral du 14 septembre 2023. La commune déléguée de La Moncelle dispose d'une annexe de la mairie dans laquelle sont établis les actes de l'état-civil concernant les habitants de la commune déléguée.
Avec les différentes fusions, la superficie de Bazeilles passe de 9,26 km2 en 1793 à 36,09 km2 en 1973, puis à 37,44 km2 en 2024.
| Givonne La Chapelle      | Bouillon Belgique  | Francheval |
| Daigny                   | Bazeilles          |            |
| Noyers-Pont-Maugis Balan | Remilly-Aillicourt | Douzy      |

### Hydrographie
La commune est dans le bassin versant de la Meuse au sein du bassin Rhin-Meuse. Elle est drainée par la Meuse, le canal de l'Est Branche-Nord, la Chiers, le ruisseau de Magne, le ruisseau le Rule, le ruisseau de la Givonne, le ruisseau l'Ennemane, le ruisseau de Thelonne, le ruisseau d'Apsonsart, le ruisseau Rouge, le ruisseau de la Grenouille, le ruisseau du Wargue et le ruisseau de l'Étang de la Motte,.
La Meuse, d'une longueur de 486 km, est un fleuve européen qui prend sa source en France, dans la commune du Châtelet-sur-Meuse, à 409 mètres d'altitude, et se jette dans la mer du Nord après un cours long d'approximativement 950 kilomètres traversant la France, la Belgique et les Pays-Bas. Elle s'écoule du sud-est vers le nord-ouest et longe la commune sur une longueur d'environ 3,9 km, constituant une limite séparative avec la commune de Remilly-Aillicourt au sud.
Le canal de l'Est Branche-Nord, d'une longueur de 141 km, est un chenal et un cours d'eau naturel navigable qui relie Givet à Troussey, où il rejoint le canal de la Marne au Rhin. Il se superpose, dans la commune, à la Meuse.
La Chiers, d'une longueur de 127 km, prend sa source dans la commune de Mont-Saint-Martin et se jette  dans la Meuse à Remilly-Aillicourt, après avoir traversé 46 communes. Elle constitue une limite séparative sud de la commune sur une longueur d'environ 0,5 km.
Le ruisseau de Magne, d'une longueur de 11 km, prend sa source dans la commune  et se jette  dans la Chiers à Margut, après avoir traversé trois communes.
Le ruisseau le Rule, d'une longueur de 12 km, prend sa source dans la commune  et se jette  dans la Chiers à Remilly-Aillicourt, après avoir traversé quatre communes.
Le ruisseau de la Givonne, d'une longueur de 16 km, prend sa source dans la commune de La Chapelle et se jette  dans la Meuse sur la commune, après avoir traversé six communes.
L'Ennemane, d'une longueur de 11 km, prend sa source dans la commune de Raucourt-et-Flaba et se jette  dans la Meuse sur la commune, après avoir traversé cinq communes.

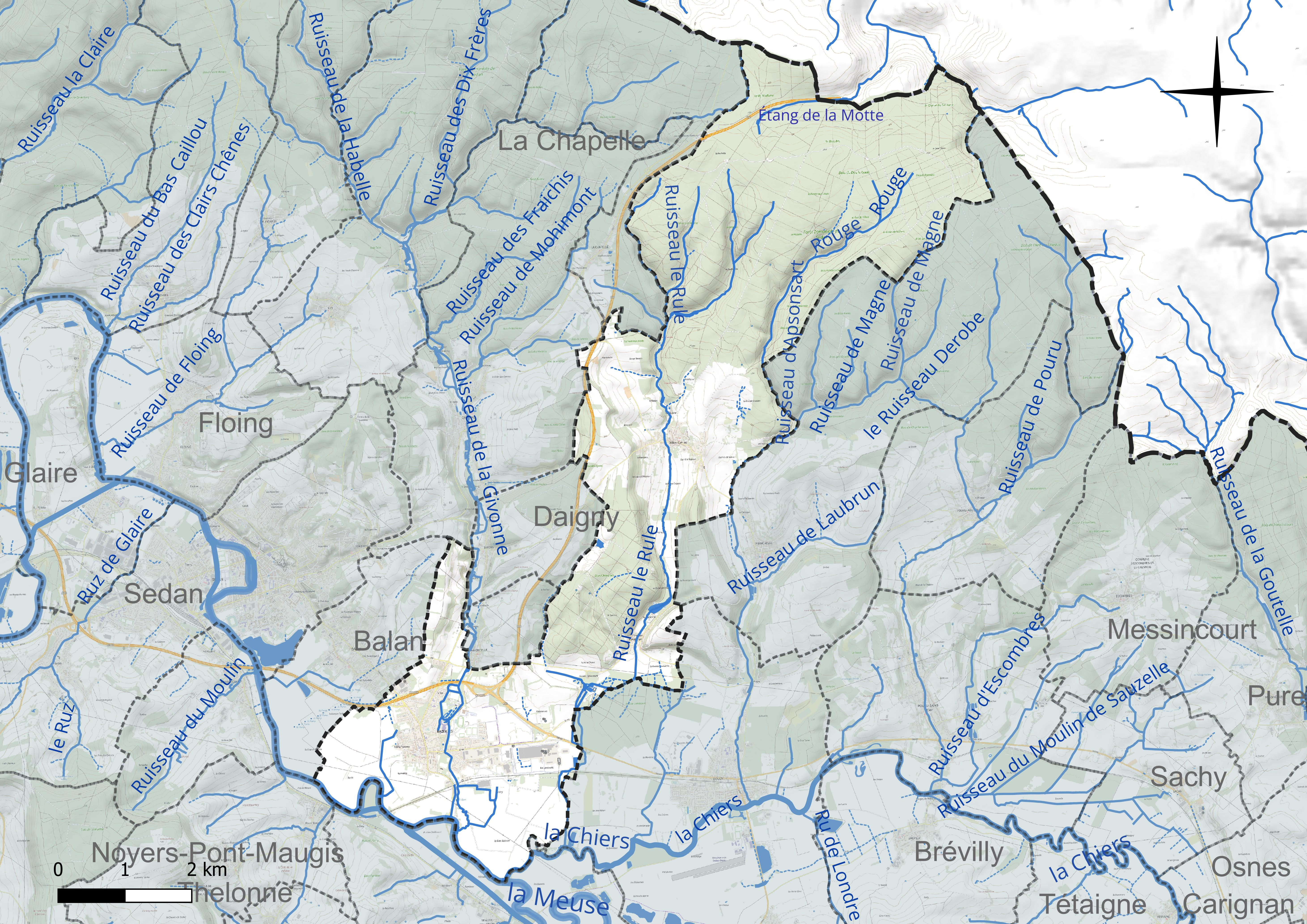
Réseaux hydrographique de Bazeilles.

Deux plans d'eau complètent le réseau hydrographique : l'étang de la Marbrerie (3,2 ha) et l'étang de la Motte (0,4 ha),.

### Climat
Pour des articles plus généraux, voir Climat du Grand Est et Climat des Ardennes.
En 2010, le climat de la commune est de type climat des marges montargnardes, selon une étude du Centre national de la recherche scientifique s'appuyant sur une série de données couvrant la période 1971-2000. En 2020, Météo-France publie une typologie des climats de la France métropolitaine dans laquelle la commune est exposée à un climat océanique altéré et est dans la région climatique Lorraine, plateau de Langres, Morvan, caractérisée par un hiver rude (1,5 °C), des vents modérés et des brouillards fréquents en automne et hiver.
Pour la période 1971-2000, la température annuelle moyenne est de 9,8 °C, avec une amplitude thermique annuelle de 15,5 °C. Le cumul annuel moyen de précipitations est de 913 mm, avec 13 jours de précipitations en janvier et 9,4 jours en juillet. Pour la période 1991-2020, la température moyenne annuelle observée sur la station météorologique de Météo-France la plus proche, « Douzy », sur la commune de Douzy à 5 km à vol d'oiseau, est de 10,5 °C et le cumul annuel moyen de précipitations est de 857,0 mm. 
La température maximale relevée sur cette station est de 40,3 °C, atteinte le 25 juillet 2019 ; la température minimale est de −14,8 °C, atteinte le 3 janvier 2004,,.
Les paramètres climatiques de la commune ont été estimés pour le milieu du siècle (2041-2070) selon différents scénarios d'émission de gaz à effet de serre à partir des nouvelles projections climatiques de référence DRIAS-2020. Ils sont consultables sur un site dédié publié par Météo-France en novembre 2022.

## Urbanisme

### Typologie
Au 1er janvier 2024, Bazeilles est catégorisée ceinture urbaine, selon la nouvelle grille communale de densité à 7 niveaux définie par l'Insee en 2022.
Elle appartient à l'unité urbaine de Sedan, une agglomération intra-départementale dont elle est une commune de la banlieue,. Par ailleurs la commune fait partie de l'aire d'attraction de Sedan, dont elle est une commune de la couronne,. Cette aire, qui regroupe 31 communes, est catégorisée dans les aires de moins de 50 000 habitants,.

## Toponymie
Le nom de Bazeilles provient du latin basilia, forme réduite de basilica, « marché » d'époque romaine, puis « église » par la suite.

## Histoire
Il convient de se reporter aux articles consacrés aux anciennes communes fusionnées.

## Politique et administration

### Rattachements administratifs et électoraux
La commune se trouve dans l'arrondissement de Sedan du département des Ardennes. Pour l'élection des députés, elle fait partie  de la troisième circonscription des Ardennes.
Elle est rattachée au canton de Sedan-3.

### Intercommunalité
La commune fait partie, comme auparavant ses communes fusionnées, de la communauté d'agglomération dénommée Ardenne Métropole.

### Liste des maires

#### Période 1793-2016
| Période                                  | Période       | Identité                         | Étiquette | Qualité                                                       |
| ---------------------------------------- | ------------- | -------------------------------- | --------- | ------------------------------------------------------------- |
| Les données manquantes sont à compléter. |               |                                  |           |                                                               |
| 1862                                     |               | Alexis Bellomet[réf. nécessaire] |           |                                                               |
| 1876                                     |               | Antoine Braffort                 |           |                                                               |
| Les données manquantes sont à compléter. |               |                                  |           |                                                               |
| ca. 1901                                 |               | Jean Baptiste Vautier            |           |                                                               |
| 1912                                     | 1945          | Alexandre Abd-El-Nour            | Rad.ind.  | Médecin Conseiller général de Sedan-Sud (1919 → 1937)         |
| Les données manquantes sont à compléter. |               |                                  |           |                                                               |
| 1973                                     | 1989          | André Etchegoimberry             |           | Artisan boulanger, ancien résistant                           |
| 1989                                     | 2014          | Pierre Sulfourt                  | DVD       | Maire honoraire Conseiller général de Sedan-Est (1992 → 2004) |
| mars 2014                                | décembre 2016 | Guy Lepage                       | DVD       | Retraité agricole(2017 → )                                    |

Les listes des maires des autres anciennes communes dont les territoires fusionnés constituent celui de l'actuelle commune peuvent être consultées sur les articles respectifs : Rubécourt-et-Lamécourt, Villers-Cernay et La Moncelle.

#### Période 2017-2023
| Période      | Période          | Identité      | Étiquette | Qualité                                                                  |
| ------------ | ---------------- | ------------- | --------- | ------------------------------------------------------------------------ |
| janvier 2017 | mai 2020         | Guy Lepage    | DVD       | Retraité agricole Maire de l'ancienne commune de Bazeilles (2014 → 2016) |
| mai 2020     | 31 décembre 2023 | Francis Bonne | DVD       | Chef d'entreprise retraité                                               |

#### Période 2024-
| Période          | Période  | Identité      | Étiquette | Qualité                    |
| ---------------- | -------- | ------------- | --------- | -------------------------- |
| 1er janvier 2024 | En cours | Francis Bonne | DVD       | Chef d'entreprise retraité |

### Jumelages
- Fréjus (France) depuis 1990 - située à 708 kilomètres[32].

## Population et société

### Démographie
L'évolution de la population de la commune est liée à l'évolution de son territoire. Ainsi deux césures peuvent être recensées entre la date de sa création (1793) et aujourd'hui. En 2016, la commune est fusionnée avec Rubécourt-et-Lamécourt et Villers-Cernay et la population passe de 2 048 habitants (millésime 2014, limites territoriales au 1er janvier 2016) à 2 457 habitants (millésime 2015, limites territoriales au 1er janvier 2017). Elle est ensuite fusionnée avec La Moncelle en 2024 et la population millésimée 2021 passe alors de 2 365 habitants (géographie au 1er janvier 2023) à 2502 habitants (géographie au 1er janvier 2024).
| 1793  | 1800 | 1806  | 1821  | 1831  | 1836  | 1841  | 1846  | 1851  |
| ----- | ---- | ----- | ----- | ----- | ----- | ----- | ----- | ----- |
| 1 062 | 884  | 1 081 | 1 300 | 1 380 | 1 386 | 1 691 | 1 837 | 1 951 |

| 1866  | 1872  | 1876  | 1881  | 1886  | 1891  | 1896  | 1901  | 1906  |
| ----- | ----- | ----- | ----- | ----- | ----- | ----- | ----- | ----- |
| 2 048 | 1 470 | 1 768 | 1 862 | 1 734 | 1 525 | 1 413 | 1 406 | 1 352 |

| 1911  | 1921  | 1926  | 1931  | 1936  | 1946  | 1954  | 1962  | 1968  |
| ----- | ----- | ----- | ----- | ----- | ----- | ----- | ----- | ----- |
| 1 258 | 1 127 | 1 171 | 1 164 | 1 268 | 1 176 | 1 344 | 1 356 | 1 337 |

| 1975  | 1982  | 1990  | 1999  | 2006  | 2011  | 2016  | 2021  | 2022  |
| ----- | ----- | ----- | ----- | ----- | ----- | ----- | ----- | ----- |
| 1 376 | 1 708 | 1 599 | 1 879 | 1 979 | 2 000 | 2 426 | 2 502 | 2 459 |

## Économie
Il convient de se reporter aux articles consacrés aux anciennes communes fusionnées.

## Culture locale et patrimoine

### Lieux et monuments
Il convient de se reporter aux articles consacrés aux anciennes communes fusionnées.

### Personnalités liées à la commune
Il convient de se reporter aux articles consacrés aux anciennes communes fusionnées.

### Héraldique
| Armes de Bazeilles | Les armes de Bazeilles se blasonnent ainsi : Coupé : au 1er parti au I d'or à trois pointes flamboyantes de gueules mouvant de la pointe, au II de gueules à l'ancre cordée d'or, au 2e d'argent à l'insigne de la Légion d'honneur au naturel. |